# Tetralogía (arte)

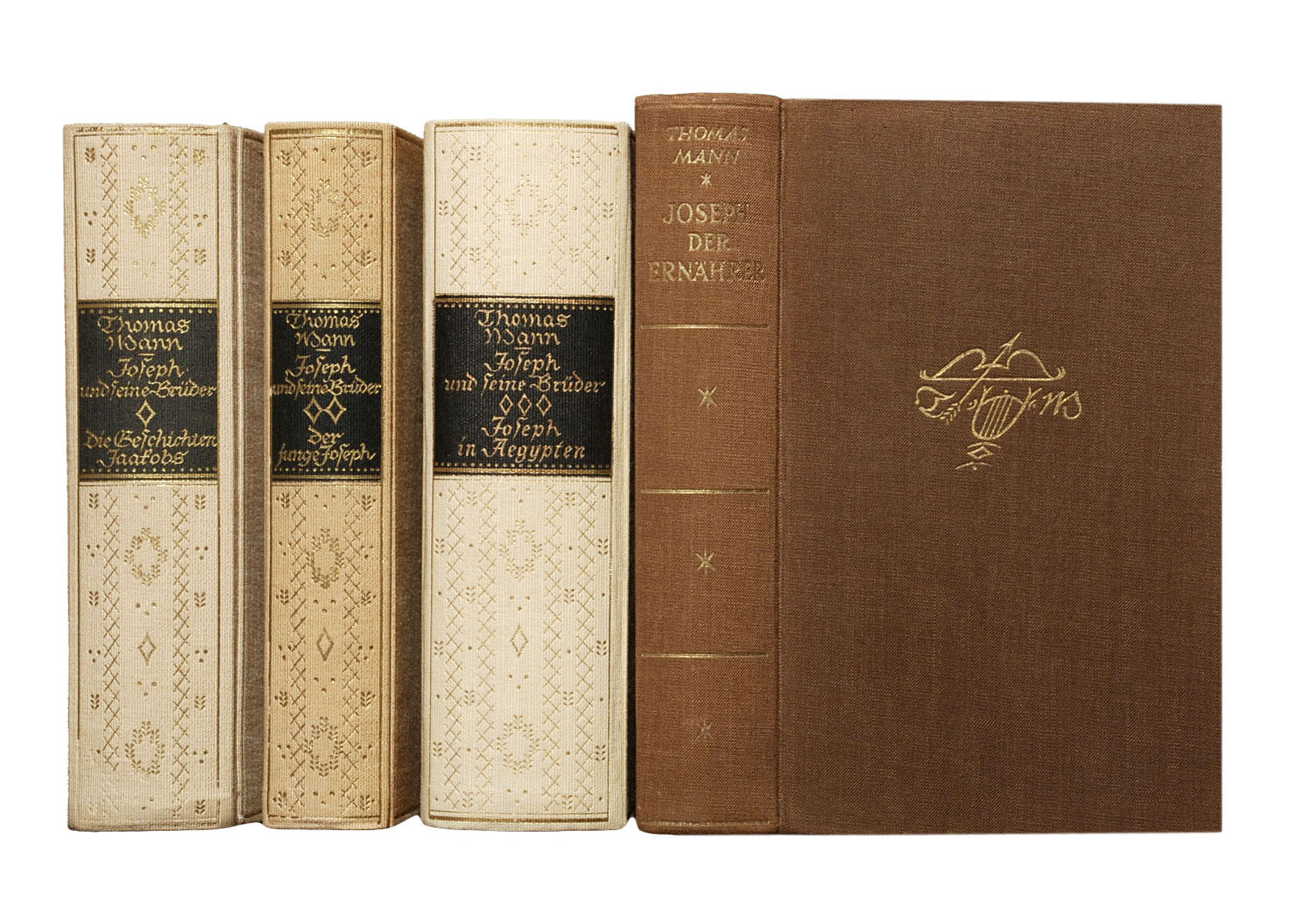
José y sus hermanos de Thomas Mann, escrita entre 1933 y 1943, es un ejemplo de una tetralogía.

Una tetralogía, también llamada cuarteto o cuadrilogía, es un conjunto de cuatro obras artísticas reales o ficticias que forman una unidad con base en algún elemento de su contenido. El nombre proviene del teatro ático, en el que una tetralogía era un grupo de tres tragedias seguidas de un drama satírico, todas de un mismo autor, que se representaban en una sola sesión en las Dionisias como parte de un concurso.